# سام 3
إس-125 نيفا / بيتشورا هي منظومة دفاع جوي أرض جو، من تطوير الاتحاد السوفيتي سنة 1961. وقد تم تصميمها للتغلب على أوجه القصور في منظومة SA-2، التي تعمل على ارتفاعات منخفضة، بسرعات أقل، مع وجود استجابة أكثر فعالية للأجهزة الإلكترونية نظام ضد القياس.
يستخدم ايضاً ضد الأهداف الجوية المنخفضة والاهداف البرية والبحرية الواضحة للرادار، كما تعمل هذة المنظومة ضد الأهداف الجوية المعقدة ضمن بيئة شديدة التشويش، وهي مجهزة بنظام تحديد المواقع والملاحة العالمي.
منظومة بيتشورا 2TM المحدثة منها، تستخدم صواريخ إس-125 المتقدمة برأس حربي شديد الانفجار، وتحتاج 25 دقيقة فقط للتركيب والبدء بقتل الطائرات، كما يمكن للنظام ضرب أكثر من هدف جوي بوقت واحد، حيث تبلغ سرعة الصاروخ 900 م بالثانية والمدى المؤثر 35 كم وارتفاع الاصابة من 0.02 كم إلى 25كم فوق سطح البحر.
وهي مزودة برادار دوبلر للكشف والرصد والملاحقة والاستهداف SNR-125-2TM، ومجهزة بنظام كاميرات بصرية حرارية وأجهزة تتبع تلقائي للأهداف ونظام عرض عالي الدقة للمعلومات، ويمكن لرادار المنظومة اكتشاف وملاحقة الأهداف من مسافة 100 كم.
نظام الدفاع الجوي بيتشورا 2TM يعمل بشكل مستقل أو ضمن نظام الدفاع الجوي للدولة [بحاجة لمصدر].

## معرض صور

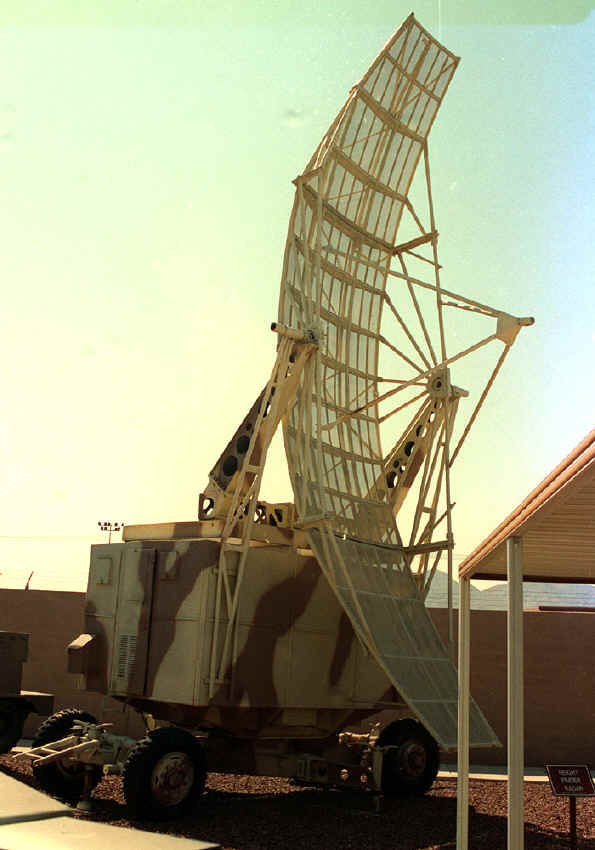
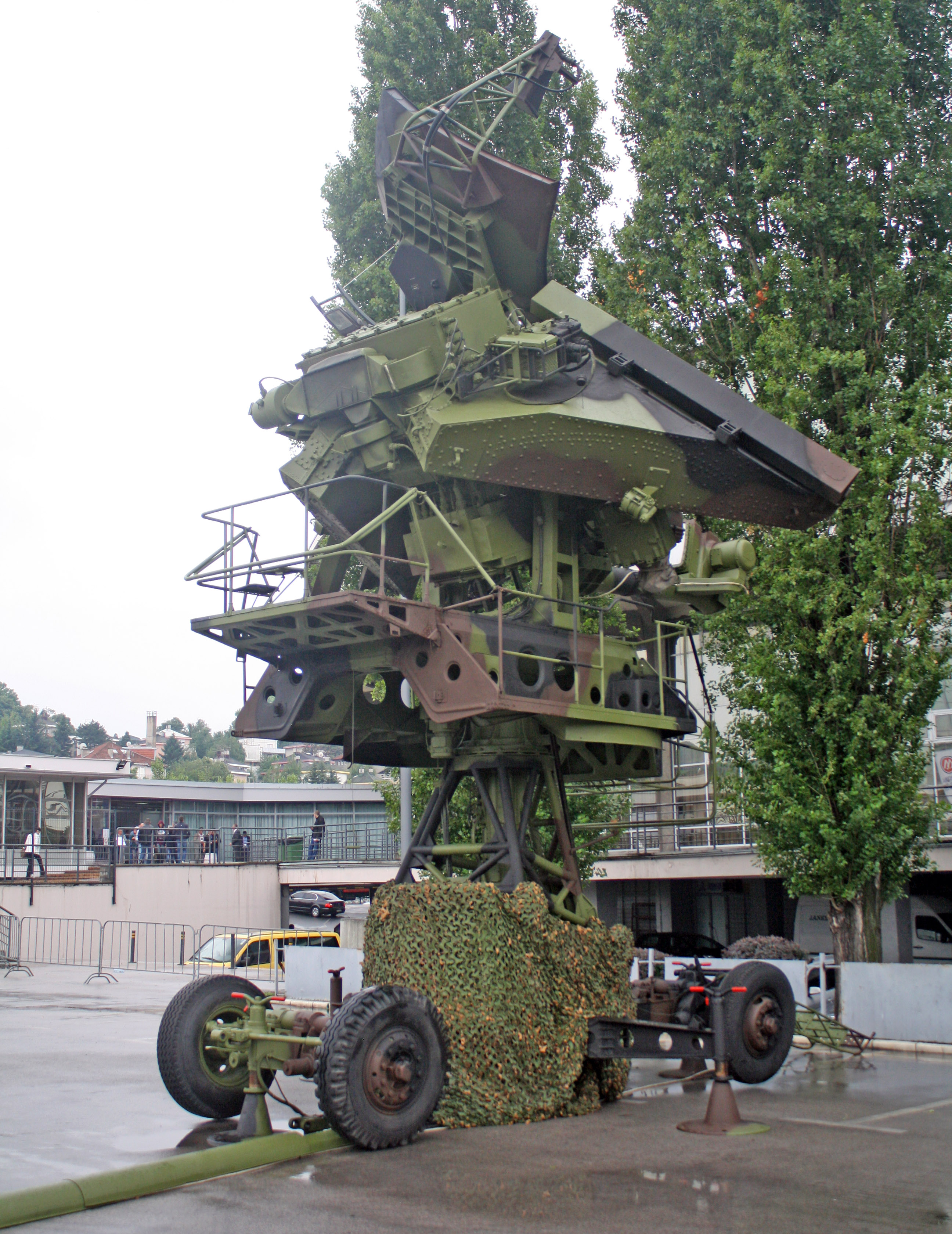
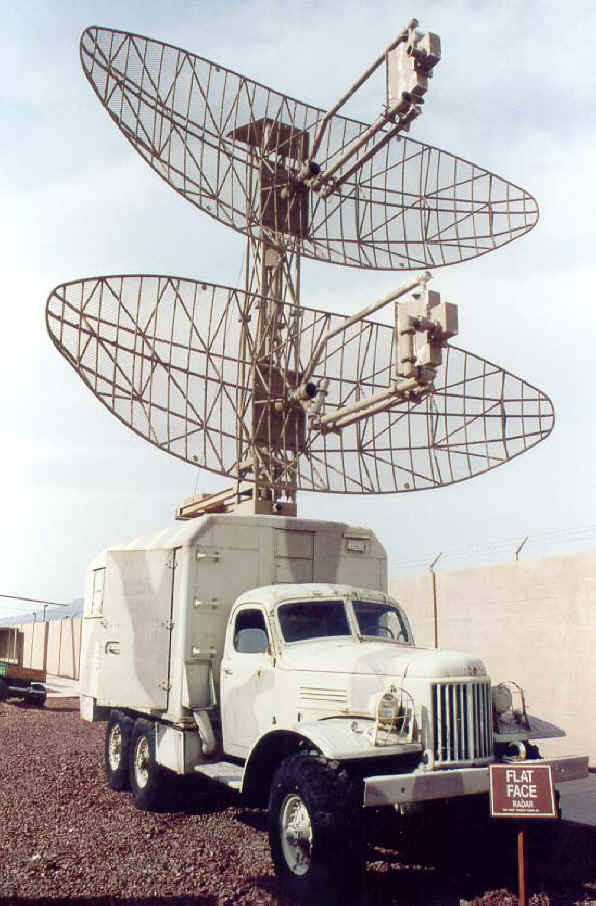